# Jan Sanders van Hemessen

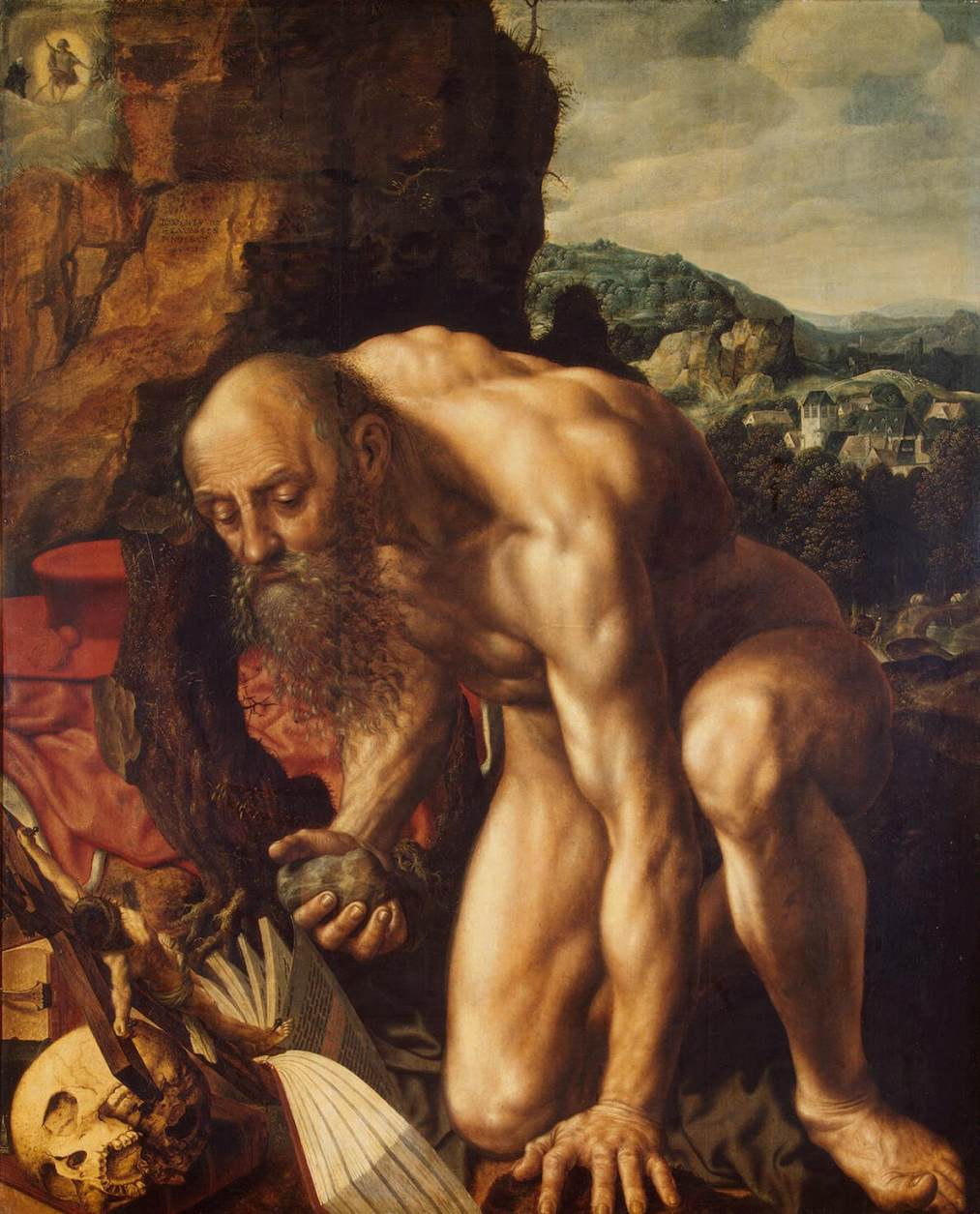
San Girolamo, 1543, Ermitage

Jan Sanders van Hemessen, chiamato anche solo Jan van Hemessen (Hemixen, 1504 circa – Haarlem?, 1567), è stato un pittore fiammingo.

## Biografia
Nato a Hemixen/Hemessen nei pressi di Anversa, fu allievo, dal 1519, di Hendrick van Cleve ad Anversa, e dal 1524 si registrò come maestro indipendente nella locale Gilda di San Luca, della quale divenne decano nel 1548. Sviluppi stilistici della sua opera suggeriscono un possibile viaggio in Italia, non documentato. 
Pittore soprattutto di scene storiche e di genere, fu un esponente importante della corrente "romanista" nei Paesi Bassi nel secondo quarto del XVI secolo. Importante è il suo contributo allo sviluppo della pittura di genere e allo sviluppo di un gusto, nell'area di Anversa, legato a figure monumentali ispirate alla tradizione italiana. Era padre della pittrice Catharina van Hemessen.